# Terrel Harris
Terrel Andre Harris (nacido el 10 de agosto de 1987 en Dallas, Texas) es un exjugador de baloncesto estadounidense que jugó dos temporadas en la NBA, transcurriendo el resto de su carrera en Europa y en la NBA D-League. Con 1,93 metros de altura, jugaba en la posición de base.

## Trayectoria deportiva

### Universidad
Jugó durante cuatro temporadas con los Cowboys de la Universidad Estatal de Oklahoma, en las que promedió 9,8 puntos, 3,8 rebotes y 1,5 asistencias por partido. En 2009 fue incluido en el mejor quinteto defensivo de la Big 12 Conference.

### Profesional
Tras no ser elegido en el Draft de la NBA de 2009, comenzó su trayectoria profesional en el Strasbourg IG de la liga francesa, pero fue despedido en diciembre tras promediar 6,8 puntos y 1,9 rebotes por partido. Regresó entonces a su país, entrando a formar parte de los Maine Red Claws de la NBA D-League, de donde pasaría a los Rio Grande Valley Vipers, donde jugó la temporada siguiente completa, promediando 10,8 puntos y 4,6 rebotes por partido.
En 2011 ficha por el EnBW Ludwigsburg de la Bundesliga, pero tras un mes en el que apenas promedió 2,5 puntos y 2,2 rebotes por partido, fue despedido. Pero nada más regresar a su país ficha por los Miami Heat de la NBA, con los que terminó la temporada promediando 3,6 puntos y 2,3 rebotes por partido, y proclamándose campeón de liga, tras derrotar en las Finales a los Oklahoma City Thunder.
La temporada siguiente la comenzó con los Heat, pero fue posteriormente asignado nuevamente a los Rio Grande Valley Vipers, hasta que en marzo de 2013 firmó un contrato por diez días con los New Orleans Hornets, que fue renovado posteriormente.

## Estadísticas de su carrera en la NBA

### Temporada regular
| Año     | Equipo      | PJ | PT | MPP  | %TC  | %3P  | %TL  | RPP | APP | ROB | TPP | PPP |
| ------- | ----------- | -- | -- | ---- | ---- | ---- | ---- | --- | --- | --- | --- | --- |
| 2011-12 | Miami       | 22 | 1  | 14.5 | .349 | .205 | .667 | 2.3 | 1.2 | .4  | .1  | 3.6 |
| 2012-13 | Miami       | 7  | 0  | 4.1  | .250 | .000 | .750 | 1.3 | .3  | .0  | .0  | 1.4 |
| 2012-13 | New Orleans | 13 | 0  | 8.3  | .105 | .000 | .500 | 1.3 | .5  | .2  | .2  | .4  |
| Total   |             | 42 | 1  | 10.8 | .300 | .170 | .677 | 1.8 | .8  | .3  | .1  | 2.3 |

### Playoffs
| Año     | Equipo | PJ | PT | MPP | %TC  | %3P  | %TL  | RPP | APP | ROB | TPP | PPP |
| ------- | ------ | -- | -- | --- | ---- | ---- | ---- | --- | --- | --- | --- | --- |
| 2011–12 | Miami  | 4  | 0  | 2.5 | .500 | .000 | .750 | .8  | .0  | .0  | .0  | 1.3 |
| Total   |        | 4  | 0  | 2.5 | .500 | .000 | .750 | .8  | .0  | .0  | .0  | 1.3 |